# Дорогое (Синельниковский район)
Дорогое (укр. Дороге) — село,
Дерезоватский сельский совет,
Синельниковский район,
Днепропетровская область,
Украина.
Код КОАТУУ — 1224881502. Население по переписи 2001 года составляло 80 человек.

## Географическое положение
Село Дорогое находится на берегу реки Татарка,
выше по течению на расстоянии в 1 км расположено село Широкосмоленка,
ниже по течению на расстоянии в 2 км расположено село Соколово (Новомосковский район).
Рядом проходит автомобильная дорога М-18 (E 105).

## Происхождение названия
На территории Украины 2 населённых пункта с названием Дорогое.